# Gonderbach
Der Gonderbach ist ein etwa 41⁄2 km langer, westlicher und linker Zufluss des Fischelbach genannten Oberlaufs der Banfe. Er fließt im Rothaargebirge im nordrhein-westfälischen Kreis Siegen-Wittgenstein.

## Geographie

### Verlauf
Der Gonderbachs entspringt im Südwesten des Stadtgebietes von Bad Laasphe und des Wittgensteiner Bergland es im Südostteil des Rothaargebirges. Seine Quelle liegt etwa 350 m ostnordöstlich vom Berggipfel des Kompass (694,1 m), 2,7 km südwestlich des Ortskerns von Bernshausen, 1,9 km nordöstlich vom Jagdberg und 1,7 km ostsüdöstlich von Heiligenborn. Sie befindet sich auf etwa 654 m ü. NHN; 400 m nordöstlich entspringt der Bernshäuser Bach.
Anfangs fließt der Gonderbach in südöstliche Richtung und speist nach etwa 750 m Fließstrecke einen Teich. Anschließend macht er eine leichte Biegung Richtung Nordosten und speist nahe der ehemaligen Grube Gonderbach einen weiteren kleinen Teich. Dann macht er eine Biegung nach Osten und passiert den nördlich gelegenen Berg Burgberg (Burg; 563,2 m).
Anschließend unterquert der Gonderbach nach Passieren der Fischelbacher Mühle und des Forsthauses Burg die Landesstraße 728. Kurz darauf mündet er auf etwa 408 m Höhe in den dort von Süden kommenden Lahn-Zufluss Banfe (Fischelbach), der bis dorthin 2,4 km lang ist. Etwa 200 m nordöstlich der im Naturschutzgebiet Großer Bohnstein gelegenen Mündung liegt jenseits des Fischelbachs der Gipfel des Großen Bohnsteins (500,5 m). Die Mündung befindet sich außerdem 1 km nordnordwestlich vom Ortskern des bachaufwärts am Fischelbach liegenden Dorfs Fischelbach und 1,5 km westsüdwestlich vom Ortskern des am Hesselbach gelegenen Dorfs Hesselbach; beides sind Bad Laaspher Ortsteile.

### Naturräumliche Zuordnung
Der Gonderbach fließt in der naturräumlichen Haupteinheitengruppe Süderbergland (Nr. 33) und in der Haupteinheit Rothaargebirge (mit Hochsauerland) (333) erst durch den zur Untereinheit Dill-Lahn-Eder-Quellgebiet (333.0) zählenden Naturraum Ederkopf-Lahnkopf-Rücken (333.01) und dann durch die Untereinheit Südwittgensteiner Bergland (Wittgensteiner Lahnbergland; 333.2).

## Einzugsgebiet und Zuflüsse
Das Einzugsgebiet des Gonderbachs ist 3,89 km² groß und überwiegend bewaldet. Die Südgrenze des Gebiets entspricht abschnittsweise dem Verlauf der Kreisstraße 36, die von Sohl im Westen nach Fischelbach im Osten führt. Höchster Berg ist der Kompass (694,1 m). Dem Bach fließen ausschließlich Rinnsale zu.

## Grube Gonderbach
Nach dem Gonderbach ist die Grube Gonderbach (früher Friedrichshoffnung) benannt, die sich im Gonderbachtal im fußnahen Südhang des Laykopfs (660,8 m) auf etwa 470 m befand. Das Erzbergwerk wurde von 1350 bis 1939 betrieben.